# Georges Cabana
Pour les articles homonymes, voir Cabana.
 (octobre 2015).
Si vous disposez d'ouvrages ou d'articles de référence ou si vous connaissez des sites web de qualité traitant du thème abordé ici, merci de compléter l'article en donnant les références utiles à sa vérifiabilité et en les liant à la section « Notes et références ».
Georges Cabana (23 octobre 1894 - 6 février 1986)  est un prélat canadien qui fut archevêque de Sherbrooke de 1952 à 1968.

## Biographie
Né à Granby, il fit ses études au séminaire de Saint-Hyacinthe et au grand séminaire de Montréal. Il reçut l'ordre le 28 juillet 1918 et fut professeur, directeur spirituel, aumônier et vicaire. 
En 1941, il est nommé évêque in partibus d'Anchialus (de) et coadjuteur de l'archidiocèse de Saint-Boniface. Il succède à Mgr Philippe Desranleau en tant qu'archevêque de Sherbrooke en 1952. Il devint aumônier des chevaliers de Colomb et chancelier de l'Université de Sherbrooke.  
En 1964, il crée la faculté théologique de l'Université de Sherbrooke avec l'autorisation de Rome. Il travaille au renouveau pastoral et liturgique pendant les années qui suivent le concile Vatican II. En 1967, il est nommé évêque in partibus de Succuba (de).
Ayant démissionné de son évêché en 1968, il est décédé le 6 février 1986 à Sherbrooke à l'âge de 91 ans. La faculté de théologie fut fermée en 2015.